# Diania cactiformis
Diania cactiformis (лат.) — вид вымерших беспозвоночных из группы Xenusia. Известны по ископаемым остаткам из маотяньшаньских сланцев (провинция Юньнань, Китай), датируемых возрастом около 520 млн лет.

## Строение
Diania cactiformis достигали 6 см в длину и обладали червеобразным телом с десятью парами конечностей. Покровы туловища были мягкими и не несли признаков сегментации. Нетипичным оказалось строение конечностей этих организмов: отчётливое членистое строение, уникальное среди Xenusia, по-видимому, сочеталось с наличием на них твёрдой склеротизированной кутикулы — признак, который ранее считали характерным лишь для членистоногих.

## Таксономия
По оригинальным данным, опубликованным в феврале 2011 года первооткрывателями вида, Diania cactiformis рассматривали как сестринский таксон по отношению к членистоногим (Arthropoda). Из этого следовало, что группа Lobopoda, включающая онихофор, тихоходок и Xenusia, имеет парафилетический статус, а также что членистое строение конечностей возникло у предков членистоногих раньше, чем внешняя сегментация тела. Однако уже в августе 2011 года две другие группы авторов — Росс Маунс и Меттью Уиллс и Дэвид Легг с соавторами — на том же материале продемонстрировали ошибочность утверждения о сестринских отношениях Diania cactiformis и членистоногих, а следовательно и сделанных из этого выводов. Коллектив первооткрывателей вида, возглавляемый с китайским палеонтологом Лю Цзянь Ни, ответил на эти публикации подтверждением того, что в ходе расчётов ими была допущена ошибка, повлиявшая на результат. В настоящее время членистое строение конечностей у Diania cactiformis и членистоногих рассматривают как гомоплазию.